# Брери
Брери (фр. Bréry) насеље је и општина у источној Француској у региону Франш-Конте, у департману Јура која припада префектури Лон ле Соније.
По подацима из 2011. године у општини је живело 215 становника, а густина насељености је износила 44,33 становника/km². Општина се простире на површини од 4,85 km². Налази се на средњој надморској висини од 285 метара (максималној 405 m, а минималној 227 m).

## Демографија
| 1962. | 1968. | 1975. | 1982. | 1990. | 1999. | 2011. |
| ----- | ----- | ----- | ----- | ----- | ----- | ----- |
| 159   | 152   | 145   | 153   | 208   | 195   | 215   |

График промене броја становника у току последњих година